# بوغاتيروفكا
بوغاتيروفكا (بالقيرغيزية: Богатыровка)‏هي قرية تقع في مقاطعة جيتي-أوغوز في منطقة إيسيك كول في قيرغيزستان. بلغ عدد سكانها (1,135) نسمة عام 2009.